# 11797 Warell
11797 Warell è un asteroide della fascia principale. Scoperto nel 1980, presenta un'orbita caratterizzata da un semiasse maggiore pari a 2,6803447 UA e da un'eccentricità di 0,1897899, inclinata di 12,11527° rispetto all'eclittica.